# Julius Caesar (toneelstuk)

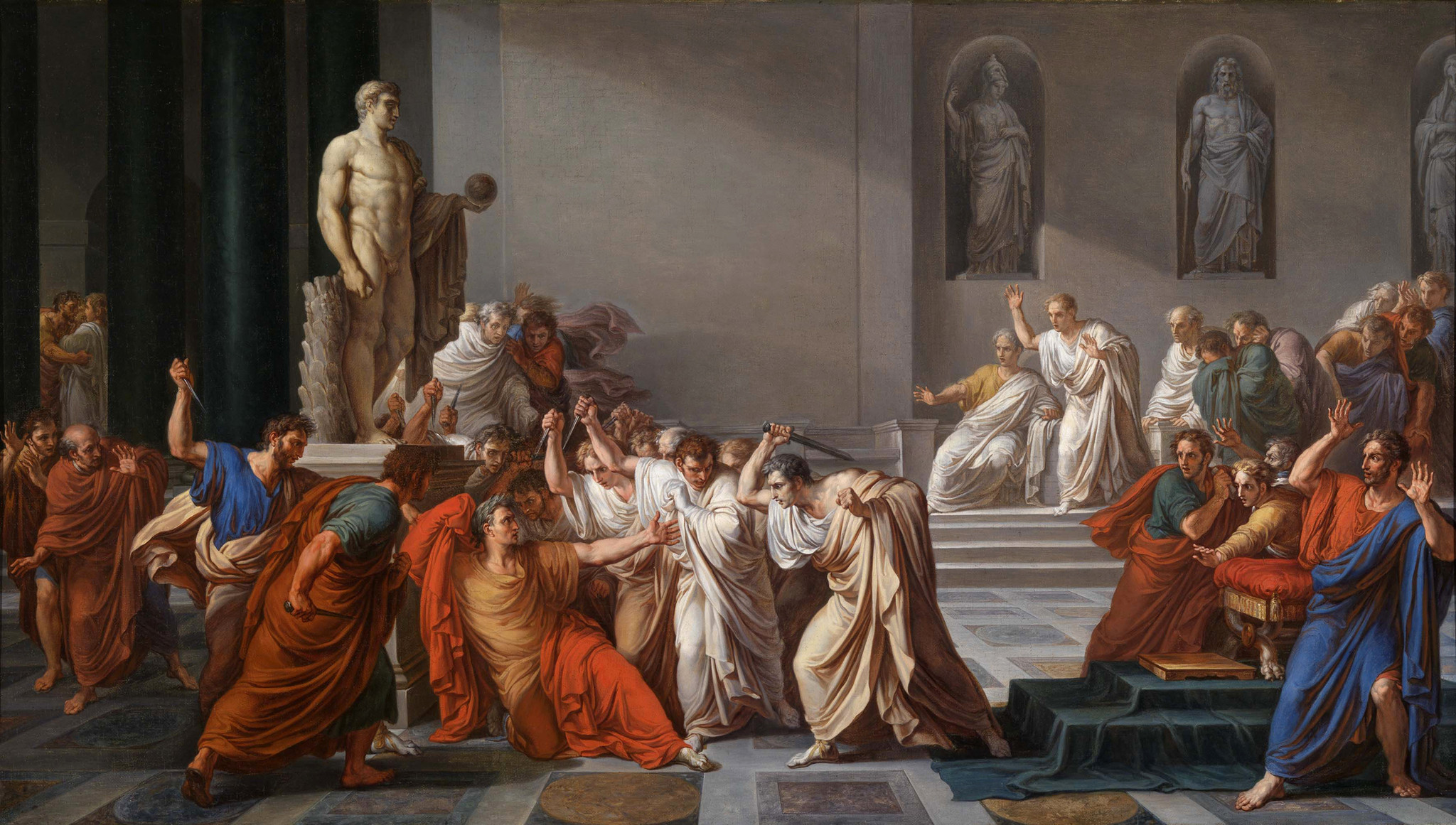
De moord op Julius Caesar. De stervende Caesar strekt zijn hand uit naar Brutus die als laatste zijn mes zal gebruiken, en roept uit: Et tu Brute, tu quoque fili mi? (Ook gij, Brutus, mijn zoon?). Brutus wendt zich af, twijfelend tot het laatste moment of de moord op Caesar wel gerechtvaardigd is. (Schilderij van Vincenzo Camuccini)

Julius Caesar is een tragedie van William Shakespeare, voor het eerst opgevoerd in 1599. Het verhaal gaat over het complot tegen de Romeinse politicus Julius Caesar, de moord en de nasleep van deze gebeurtenis. Het maakt deel uit van een reeks op de Romeinse geschiedenis gebaseerde toneelstukken waar ook zijn Coriolanus en Antony and Cleopatra toe worden gerekend.

## Datering en bronnen
Julius Caesar werd voor de eerste keer opgevoerd in 1599. Waarschijnlijk was het met dit stuk dat het nieuwe Globe Theatre door Shakespeares theatergezelschap werd ingehuldigd. Nochtans dateert de eerste gezaghebbende tekst van het stuk, de First Folio, pas van 1623. Aan de talrijke onderrichtingen voor de acteurs die er in staan is te merken dat het gebaseerd is op een prompt-book, een kopie van het originele manuscript van Shakespeare dat dienstdeed als souffleursboek. Als voornaamste bron voor zijn "Julius Caesar" maakte Shakespeare waarschijnlijk gebruik van Thomas Norths in 1579 verschenen Engelse vertaling van Plutarchus Bioi paralleloi ("Parallelle Levens") (1e eeuw), een serie biografieën van beroemde Grieken en Romeinen wier morele deugden en waarden hij prees.

## Achtergrond en thematiek
Julius Caesar is de eerste van de vijf grote tragedies van Shakespeare. De andere zijn Hamlet, Othello, King Lear en Macbeth. De meeste Shakespeare-critici en -historici zijn het eens dat het toneelstuk de algemene ongerustheid over de troonopvolging in Engeland weerspiegelt. In de periode dat het stuk ontstond en werd opgevoerd weigerde koningin Elizabeth I, die bekendstond als een sterke heerser maar ook bejaard was, een opvolger aan te wijzen. Dit leidde ertoe dat de Engelse onderdanen zich begonnen zorgen te maken over de mogelijkheid van het uitbreken van een gelijkaardige burgeroorlog na haar dood.
In tegenstelling tot wat de titel laat uitschijnen, speelt Caesar geen uitgesproken hoofdrol. Het personage duikt maar in drie scènes op aan het begin van het derde bedrijf. Caesar is halverwege het stuk al dood en Brutus, Cassius en Marcus Antonius hebben aanzienlijk langere rollen. Het is dus duidelijk dat Shakespeare evenveel belang hechtte aan de nasleep van Caesars dood en aan de motieven van zijn moordenaars. De protagonist in Julius Caesar is de sterk introspectieve Brutus en het centrale psychologische drama van deze tragische held draait om zijn worsteling met de tegenstrijdige eisen van eer, patriottisme en vriendschap.

## Belangrijkste personages
Julius Caesar, de grote Romeinse generaal die is teruggekeerd uit Spanje na een succesvolle militaire campagne. Zijn tegenstanders vrezen dat hij een einde zal maken aan de republiek en zichzelf koning zal kronen. In dat geval zouden de senatoren al hun macht verliezen. Nochtans zegt Caesar zelf in het stuk nooit uitdrukkelijk dat hij alleenheerschappij nastreeft. In het eerste bedrijf, dat zich afspeelt ten tijde van het Romeinse feest de Lupercalia, horen we zelfs uit de mond van Cassio dat Caesar het kroontje ("it was one of these coronets") dat Marcus Antonius hem in het openbaar aanbood tot driemaal toe weigerde. Uit de wijze waarop hij zich gedraagt en hoe hij anderen toespreekt blijkt wel duidelijk dat hij zichzelf als een superieur mens beschouwt, wat aannemelijk maakt dat hij een rol als absoluut heerser ambieert.
Brutus, een gerespecteerd Romeins edelman die zal deelnemen aan de samenzwering tegen Caesar. Brutus wordt gedreven door eergevoel en voelt zich geroepen om de republiek van Rome te verdedigen ondanks het feit dat dit regelrecht ingaat tegen zijn gevoelens van liefde en vriendschap voor Caesar. Dit onderscheidt hem van de andere samenzweerders, die eerder gedreven worden door jaloezie en rivaliteit. Brutus is echter ook goedgelovig en gaat ervan uit dat de andere samenzweerders even hoge idealen hebben als hij zelf, en dat maakt hem een gemakkelijke prooi voor hun manipulaties.
Marcus Antonius, Caesars trouwste vriend, is van karakter zowat het tegendeel van Brutus. Hij heeft weinig discipline, gedraagt zich impulsief en genotzuchtig en laat zich door zijn passies leiden. Hij leeft spontaan, in het hier en het nu, en wordt vooral gerespecteerd en gevreesd als een te duchten, nietsontziend strijder. In de loop van het verhaal zal ook duidelijk worden dat hij de gevaarlijkste vijand is van Brutus en de andere samenzweerders.
Cassius, een getalenteerd generaal die Caesar allang kent. Hij ergert zich eraan dat het volk Julius Caesar als een god begint te beschouwen. Met sluwe manipulaties slaagt hij erin om Brutus te doen geloven dat Caesar te machtig is geworden en moet sterven. De vervalste brieven die hij Brutus stuurt moeten hem laten geloven dat het volk steun geeft aan de samenzweerders en Caesar dood wil. Cassius is een gewetenloze en sluwe opportunist zonder enige integriteit.
Octavianus (later Imperator Caesar Augustus), Caesars geadopteerde zoon en opvolger keert na lange reizen terug naar Rome als hij het nieuws over Caesars dood verneemt. Daar allieert hij zich met Marcus Antonius om het tegen Brutus en Cassius op te nemen. Octavianus zal uiteindelijk ook Marcus Antonius weten buitenspel te zetten en de macht in Rome grijpen.
Casca, een van de samenzweerders, is een Romeins tribuun die aanstoot neemt aan Caesars ambitie. Hij is een man van het volk, ruw van tong en zeden. Hij is het die aan Brutus en Cassius vertelt hoe Caesar tot driemaal toe de kroon weigerde van Marcus Antonius, daar fijntjes aan toevoegend dat Caesar duidelijk komedie speelde om het toekijkende volk te manipuleren. Casca is de eerste die Julius Caesar met een dolk neersteekt.
Calphurnia, Caesars echtgenote. Zij hecht veel belang aan omens en toverdrankjes en na een nachtmerrie waarschuwt zij Caesar dat hij vooral niet naar de Senaat moet gaan op de Iden van maart.
Portia, de vrouw van Brutus. Zij is de dochter van Cato, een Romeins edelman die tegen Caesar partij had gekozen. Zij is vreselijk van streek als Brutus, die zich duidelijk zorgen maakt, haar weigert in vertrouwen te nemen.
Flavius en Murellus, twee tribunen. Zij veroordelen in de openingsscène de wispelturigheid van de plebejers, die na Pompeius nu zijn vijand Caesar even enthousiast toejuichen en verwijderen tijdens de viering de decoraties rond alle standbeelden van Caesar, een daad waarvoor ze ook gestraft zullen worden.
Cicero, een Romeins senator, befaamd om zijn retorische vaardigheid. Cicero neemt het woord op Caesars viering en zal later sterven op bevel van Marcus Antonius, Octavianus en Lepidus.
Lepidus, het derde lid van de coalitie met Marcus Antonius en Octavianus. Antonius kijkt wat op hem neer, maar Octavianus waardeert zijn loyaliteit.
Decius, een samenzweerder. Hij overtuigt Caesar dat Calphurnia haar nachtmerries verkeerd interpreteert en dat hem in feite geen gevaar te wachten staat in de Senaat. Decius leidt Caesar recht in de handen van de samenzweerders.

## Samenvatting
Het stuk speelt zich af in 44 v.Chr., nadat Caesar teruggekeerd is naar Rome. Marcus Brutus, een goede vriend van Caesar wiens voorouders befaamd zijn door het verdrijven van de tirannieke Tarquinii koningen uit Rome, laat zich overhalen mee te doen in een complot van senatoren tegen Caesar. Opgestookt door Cassius verdenken de samenzweerders Caesar ervan dat hij de republiek wil omvormen in een monarchie (waarin hij dan de monarch wordt). Zij worden echter ook gedreven door afgunst en jaloezie. Brutus daarentegen wordt gemotiveerd door eergevoel en patriottisme. Een van de sterke punten van dit stuk is trouwens dat het de personages niet eenvoudigweg opdeelt in eendimensionale schurken en helden: de 'grote Caesar' heeft fouten, en zijn moordenaar Brutus bezit ook deugden en wordt gekweld door de gedachte aan wat hem te doen staat.
De eerste scènes gaan voornamelijk over de discussies tussen Brutus en Cassius en over Brutus' gewetensstrijd. Onder invloed van de door de samenzweerders gemanipuleerde mening van het volk keert ook Brutus zich ten slotte tegen Caesar. Een waarzegger waarschuwt Caesar: "Pas op voor de Iden van maart" (15 maart). Caesars vrouw Calpurnia krijgt profetische dromen en waarschuwt haar man om de volgende dag niet naar het Capitool te gaan. Caesar negeert deze waarschuwingen en hij wordt op de Iden van maart vermoord door de samenzweerders.
Na Caesars dood treedt een ander personage op de voorgrond, Caesars aanhanger Marcus Antonius. Hij houdt een opzwepende toespraak bij het lijk met de volgende vaak geciteerde woorden:
"Friends, Romans, countrymen, lend me your ears..." (Vrienden, Romeinen, landgenoten, leen mij uw oor...)
Hierdoor weet hij het volk voor zich te winnen in zijn strijd tegen de samenzwerende senatoren.
Het begin van het vierde bedrijf wordt gekenmerkt door de scène waarin er onenigheid ontstaat tussen Cassius en Brutus. Brutus beschuldigt Cassius ervan de edele daad die koningsmoord voor hem is te bezoedelen door het aanvaarden van steekpenningen:
"Did not great Julius bleed for justice' sake?
What villain touch'd his body, that did stab,
And not for justice?".
(Bloedde de grote Julius niet in het belang van de rechtvaardigheid? / Welke schurk raakte zijn lichaam aan, stak hem neer, / En niet voor gerechtigheid?) (IV.iii)
De twee verzoenen zich opnieuw en maken zich klaar om ten strijde te trekken tegen Marcus Antonius en Caesars achterneef Octavius als Caesars geest aan Brutus verschijnt en hem waarschuwt voor de nederlaag.
"Thou shalt see me at Philippi."  (Je zal me zien in Philippi). (IV.iii)
Het vergaat de samenzweerders slecht bij de strijd: zowel Brutus als Cassius plegen zelfmoord om niet krijgsgevangen te worden genomen. Het stuk eindigt met Marcus Antonius' hulde aan Brutus die de nobelste Romein bleef van allen omdat zijn motieven (de verdediging van de republiek, het algemene belang) zuiver waren:
"This was the noblest Roman of them all. All the rest of the conspirators acted out of jealousy of great Caesar. Only he acted from honesty and for the general good." (V.v)

## Verfilmingen
- Julius Caesar (VS, 1950)

David Bradley, regie, als Brutus
Harold Tasker als Caesar
Charlton Heston als Marcus Antonius
- Julius Caesar (VS, 1953)

Joseph L. Mankiewicz, regie
James Mason als Brutus
John Gielgud als Cassius
Marlon Brando als Marcus Antonius
- Julius Caesar (VS, 1970)

Charlton Heston als Marcus Antonius
Jason Robards als Brutus
John Gielgud als Caesar
- BBC Television Shakespeare Julius Caesar (Tv, VK, 1979)

In the VS as op de markt gebracht als de serie "Complete Dramatic Works of William Shakespeare".
- The Animated Shakespeare Julius Caesar (Tv, Rusland en VK, 1994)

Yuri Kulakov, regie
Joss Ackland als de stem van Julius Caesar

## Opera
- Francesco Malipiero schreef in 1936 een opera naar Shakespeares Julius Caesar.

- Bibliothèque nationale de France: cb11935030m (data)
- Catàleg d'autoritats de noms i títols de Catalunya: 981058616020906706
- Gemeinsame Normdatei: 4099351-6
- Library of Congress Control Number: n82021338
- Nationale Bibliotheek van Israël: 987007520683005171
- Système universitaire de documentation: 086166328
- Virtual International Authority File: 499161819204427960007